# Crusader: No Remorse
Crusader: No Remorse est un jeu vidéo d'action développé par Origin Systems et édité par Electronic Arts, sorti en 1995 sur PC fonctionnant sous MS-DOS et en 1997 sur Saturn et PlayStation. Il est ensuite adapté en 2011 par GOG.com pour être compatible avec les versions les plus modernes de Windows et Mac OS X.
Il a pour suite Crusader: No Regret.

## Trame
Placé dans un XXIIe siècle imaginaire, le jeu est centré sur un super soldat d'élite, le Silencer, dont les coéquipiers sont abattus par leur employeur à la suite d'une bavure présumée. Parvenant à en réchapper, il se rebelle alors contre le « Consortium Économique Mondial » (abrégé en WEC pour « World Economic Consortium ») qui a remplacé le gouvernement terrien et dirige en conséquence les différentes forces armées. Le Silencer renégat n'a d'autre choix que de rejoindre la Résistance, organisation clandestine dont l'objectif est de renverser le WEC afin de restaurer la liberté.

## Accueil
- GameSpot : 7,4/10 (Saturn)[2]

## Postérité
En 2018, la rédaction du site Den of Geek mentionne le jeu en 45e position d'un top 60 des jeux PlayStation sous-estimés : « Crusader: No Remorse est un jeu de tir en 3D isométrique auquel peu de gens ont joué. Le personnage principal est certes un plagiat éhonté d'un certain chasseur de primes de Star Wars, mais le gameplay est excellent. »